# Metropolitana di Roma
La metropolitana di Roma è una rete di linee metropolitane gestita dall'ATAC per conto di Roma Capitale, a servizio della città di Roma e asse principale del sistema dei trasporti pubblici di Roma.
È attualmente composta da tre linee, identificate con lettere e colori diversi, per una lunghezza totale di quasi 60 km e 73 stazioni. Si tratta della prima rete metropolitana inaugurata in Italia e la seconda per estensione dopo quella di Milano. Il primo tronco metropolitano fu inaugurato il 9 febbraio 1955 tra Termini ed EUR Fermi, e assunse poi la denominazione di linea B, venendo identificata col colore blu. Seguirono nel 1980 la linea A, caratterizzata dal colore arancione, nel 2012 la diramazione B1 e infine nel 2014 la linea C, identificata dal colore verde; per quest'ultima è in corso di realizzazione la tratta T3 da San Giovanni a Colosseo e ne è stato finanziato l'ulteriore prolungamento fino a Farnesina.
Nel Piano Urbano della Mobilità Sostenibile (PUMS) approvato dall'Assemblea capitolina nel 2019, è prevista un'ulteriore estensione della rete attraverso la realizzazione di una nuova linea sotterranea denominata linea D e identificata dal colore giallo, la trasformazione in metropolitana delle ferrovie ex concesse Roma-Lido e Roma Nord (nella sua tratta urbana), da ribattezzare rispettivamente linea E (celeste) e linea F (viola), e la realizzazione di prolungamenti delle tre linee esistenti. Nello scenario tendenziale del PUMS, la rete sarà così composta da sei linee e avrà una lunghezza complessiva di 220,18 km.

## Rete
La rete metropolitana si compone attualmente di tre linee:
| Linea  | Inizio           | Fine                   | Inaugurazione | Ultima estensione | Lunghezza | Stazioni | Frequenza ora di punta                                                           | Tempo di percorrenza                                       |
| ------ | ---------------- | ---------------------- | ------------- | ----------------- | --------- | -------- | -------------------------------------------------------------------------------- | ---------------------------------------------------------- |
|        | Battistini       | Anagnina               | 1980          | 2000              | 18,424 km | 27       | 1-3 min.                                                                         | 41 min                                                     |
|        | Rebibbia / Jonio | Laurentina             | 1955          | 2015              | 22,883 km | 26       | 10 min (Jonio – Laurentina) 10 min (Rebibbia – Laurentina) 5 min (tratta comune) | 39 min (Jonio – Laurentina) 39 min (Rebibbia – Laurentina) |
|        | San Giovanni     | Monte Compatri-Pantano | 2014          | 2018              | 18,100 km | 22       | 8 min                                                                            | 34 min                                                     |
| Totale | Totale           | Totale                 | Totale        | Totale            | 59,407 km | 73       | —                                                                                | —                                                          |

## Storia

### Primi progetti

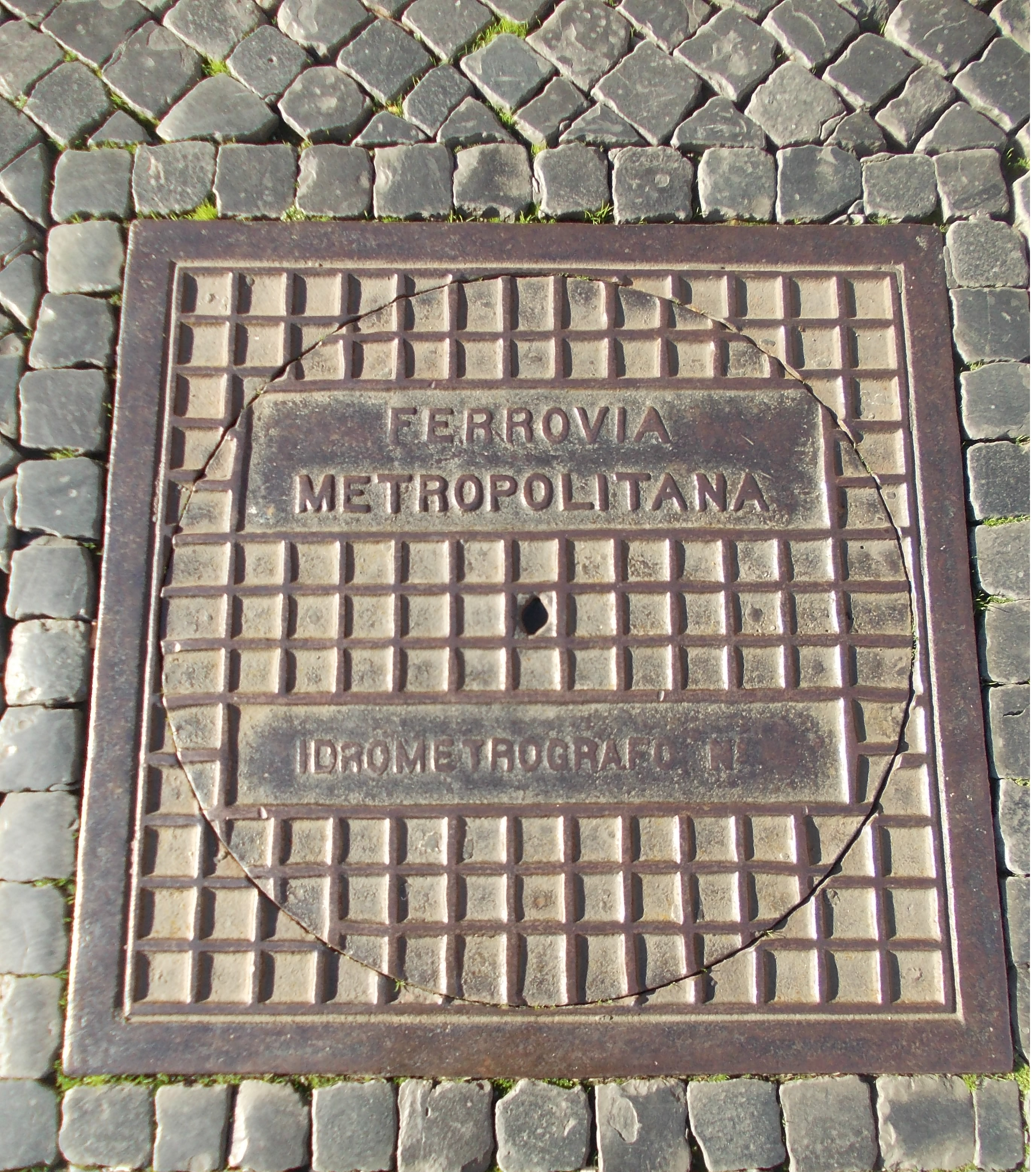
Tombino in piazza Navona utilizzato per rilevamenti idrometrici nei primi progetti alla fine dell'Ottocento.

Il primo progetto organico di una rete ferroviaria metropolitana per Roma risale al 1885, pubblicato a cura dell'ingegnere Lorenzo Allievi; l'idea di realizzare collegamenti veloci tra le varie zone della città non era nuova ma nessuno aveva ancora sviluppato quell'ambizione per l'Urbe, a differenza di quanto era già avvenuto in altre parti d'Europa. È da dire che qualche anno prima dell'Allievi, un altro ingegnere, Francesco Degli Abati, aveva ipotizzato un tracciato urbano che nella zona nord-est, passando sotto villa Borghese, il Pincio e con una stazione sotterranea a piazza di Spagna, avrebbe dovuto proseguire verso il quartiere "Macao", ovvero l'attuale rione Castro Pretorio. Il tracciato si sarebbe quindi dovuto collegare con le Ferrovie romane a est. Degli Abati è uno strenuo sostenitore della necessità prima di una "ferrovia di circonvallazione" (1876), poi di una "ferrovia urbana o metropolitana" (1884).
Ai vantaggi per la circolazione nel territorio urbano si sommavano gli interessi della provincia di poter disporre di una rete di penetrazione per il trasporto delle merci destinate al vasto mercato romano. In aggiunta, una rete ferroviaria interna a Roma era ritenuta di importanza strategica, in un periodo in cui la sua protezione era una preoccupazione così forte da spingere il governo dell'epoca a investire ingenti risorse nella costruzione di un campo trincerato composto da quindici forti e tre batterie di cannoni a presidio delle maggiori consolari e del perimetro della neo-capitale del Regno d'Italia.
Il progetto dell'Allievi, che fa sue alcune ipotesi di massima già avanzate dall'ingegnere Federico Gabelli, prevedeva una rete a doppio binario con stazione di testa posizionata a sud di Circo Massimo, fermata questa di scambio con i treni della linea dei Castelli Romani; da questa stazione il tracciato sarebbe proseguito cinque metri sotto il piano stradale di via San Sebastiano verso porta Metronia ricalcando il percorso della progettata linea di Trastevere; virando quindi verso sinistra sarebbe rientrata rientrando all'interno delle mura della città per porta Asinaria al livello stradale dopo aver intercettato la progettata ferrovia Roma-Albano. Il percorso sarebbe proseguito in galleria sotto piazza di San Giovanni in Laterano, collocandosi in trincea lungo via Emanuele Filiberto fino alla stazione di via Labicana da collocarsi all'incrocio dell'omonima strada con via Emanuele Filiberto e viale Manzoni. Da questa stazione i binari sarebbero proseguiti in salita verso la basilica di Santa Croce in Gerusalemme, intersecando il tram per Tivoli, per immettersi poi in una galleria scavata sotto viale Regina Margherita, porta San Lorenzo fino alla progettata stazione del Castro Pretorio che si sarebbe affacciata sull'omonimo viale all'angolo con via Gaeta. Quest'ultimo tratto sarebbe stato progettato in trincea, al fine di non dover tagliare le fogne dei nuovi quartieri. Il tracciato sarebbe proseguito quindi sotto via Nomentana e poi in trincea per ritornare verso il centro tra porta Pia e porta Salaria.
Di nuovo in galleria la metropolitana sarebbe passata sotto il quartiere Spithover (oggi parte del rione Sallustiano) per poi arrestarsi in una stazione poco distante dal palazzo delle Finanze. Da qui il tracciato sarebbe ripreso sotto villa Ludovisi, via di Porta Pinciana e la chiesa della Trinità dei Monti per sboccare nella stazione da collocarsi al lato sud del Pincio. Dopo un tratto parallelo al muraglione del Pincio, la metropolitana sarebbe entrata in galleria per sbucare quindi a poche centinaia di metri da piazza del Popolo. I convogli avrebbero attraversato villa Borghese grazie a un cavalcavia appositamente ideato per nascondere i binari e quindi, penetrando nei Parioli, avrebbero proseguito fino alle rive del Tevere, scavalcando il fiume per mezzo di un ponte a campata unica. Il cavalcavia fino al Tevere avrebbe costeggiato piazzale Flaminio, quest'ultimo all'epoca ancora sulla carta, e sarebbe stato progettato tenendo a mente la metropolitana di Berlino, con le arcate volte ad alloggiare esercizi commerciali e botteghe. Una volta oltrepassato il fiume, i convogli avrebbero proseguito sul lungotevere destro fino al rione Prati, nei pressi di Castel Sant'Angelo, per terminare in un'apposita stazione di scambio con la linea ferroviaria Roma-Viterbo.
La linea metropolitana sarebbe dovuta essere lunga un totale di 8500 metri con un costo preventivato pari a dodici milioni di lire dell'epoca, cifra questa da reperire, nelle intenzioni del progettista, da investitori privati e pubblici. Stante l'alta frequenza dei convogli, ogni 10/15 minuti, al fine di evitare il fastidio del fumo dei treni, il progettista prevedeva l'utilizzo di locomotive Honigmann a rigeneratore chimico.

### Il piano regolatore del 1941

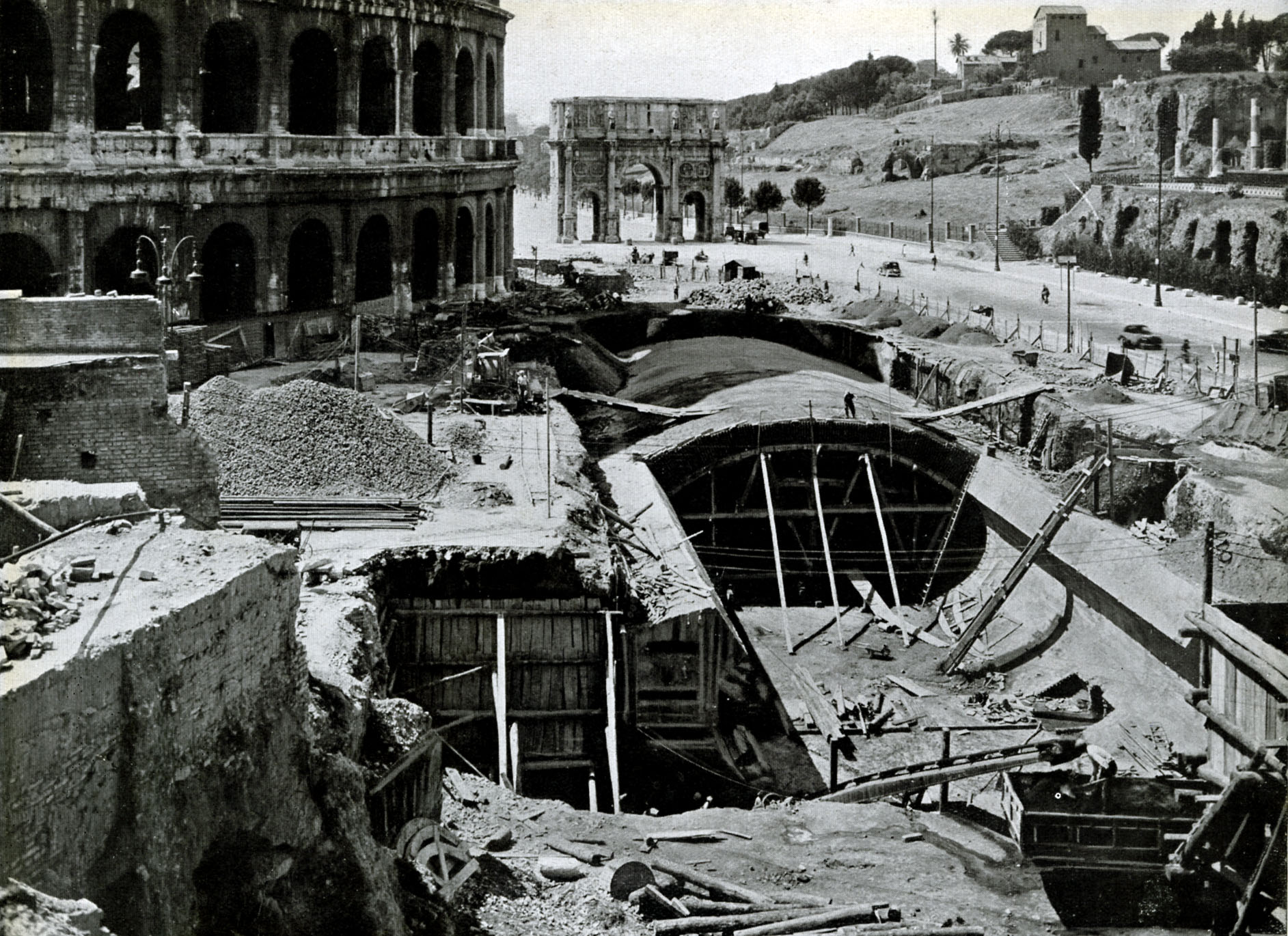
Lavori per la galleria nei pressi del Colosseo nel 1939.

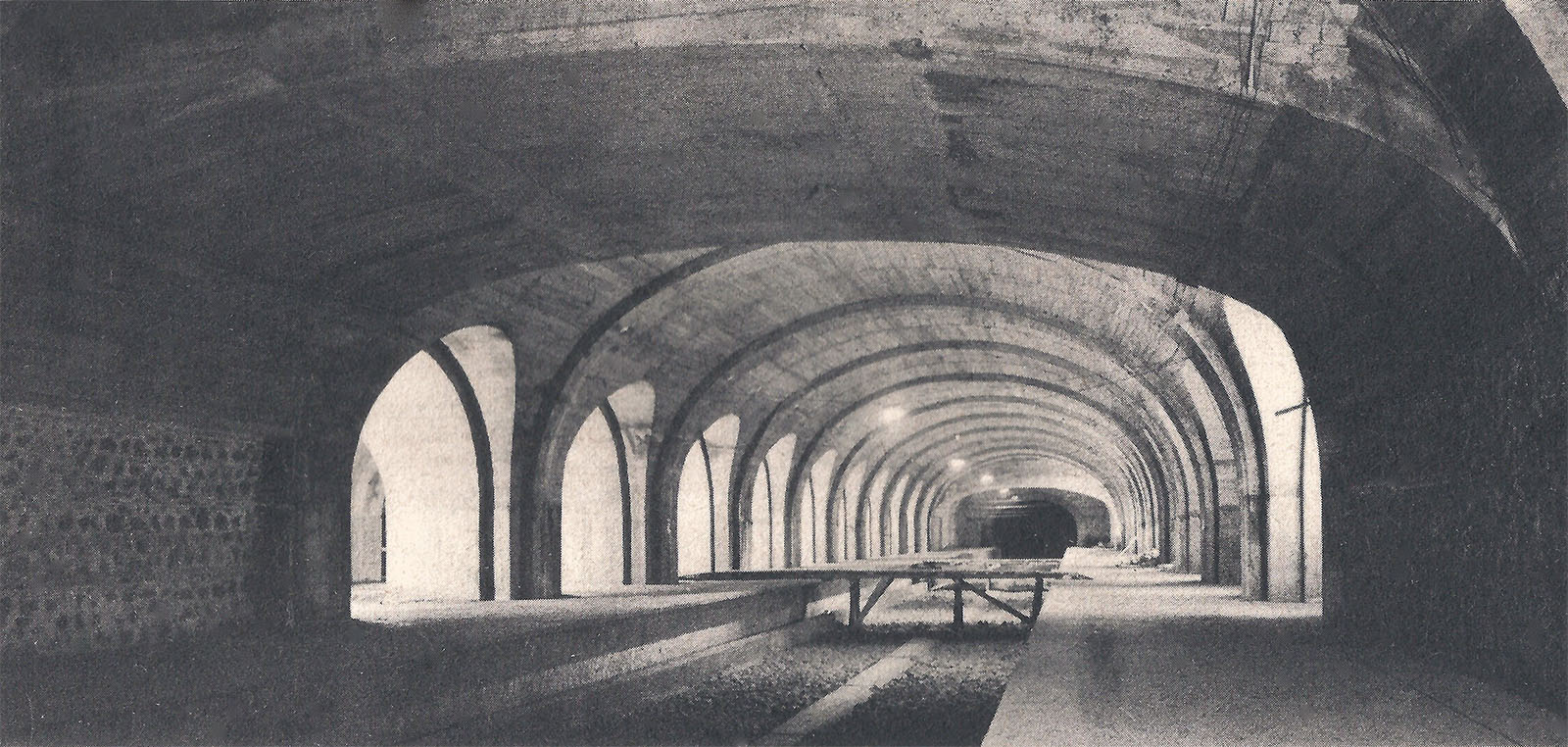
La stazione Metro Termini in avanzato stato di costruzione 1940 ca

Una pianificazione dettagliata della rete di trasporti metropolitani della Capitale dovrà attendere fino al 1941, anno in cui viene approvato il Piano regolatore della Metropolitana di Roma del 21 settembre 1941, sviluppato dall'Ufficio superiore per la metropolitana e le ferrovie foranee del Ministero dei Lavori Pubblici sotto la direzione dell'ingegnere Vito Perrone. Il piano regolatore disegnava una vasta rete di trasporti metropolitani, composta da tre linee principali e altre secondarie, coprendo così non solo la zona centrale e maggiormente urbanizzata della Capitale, ma prevedendo anche il collegamento verso il mare e nelle periferie, in funzione della futura espansione della città.
Le tre linee principali presenti nel piano erano:
- la linea A, per la quale si prevedeva la partenza dalla zona del Monte Mario per arrivare fino al litorale e alla frazione di Ostia. Il percorso avrebbe toccato il Foro Italico e la via Flaminia per poi scavalcare il Tevere a est di ponte Milvio giungendo all'altezza di palazzo Marina; da lì la linea avrebbe proseguito verso piazza del Popolo, via Nazionale (dove era previsto l'interscambio con la linea B), la stazione di Roma Termini, piazza Vittorio Emanuele II, piazza di San Giovanni in Laterano (da dove sarebbero dovute partire due linee verso l'aeroporto di Ciampino e verso gli studi di Cinecittà), piazza Re di Roma, la valle della Caffarella, la zona di Tor Marancia, la città militare della Cecchignola e infine Ostia;[9]
- la linea B era stata pensata per fornire un collegamento tra il centro storico e il costruendo quartiere dell'EUR. I rispettivi capolinea, secondo il progetto, dovevano essere a ponte Buttero (corrispondente grossomodo all'attuale Laurentina) e nel quartiere di Monte Sacro. La linea avrebbe effettuato scambi sia con la linea A che con la stazione di Roma Ostiense e con la ferrovia Roma-Lido, proseguendo verso il Circo Massimo, il Colosseo, via Cavour, la stazione Termini e, proseguendo sotto via Nomentana, fino a Monte Sacro. Una possibile variante prevedeva il prolungamento verso la Cecchignola (con ulteriore corrispondenza con la linea A) per poi proseguire su via Ardeatina e via Appia Antica fino alla zona dello Statuario;[9]
- per la linea C si ipotizzava un tragitto tra Rebibbia, quella che sarebbe dovuta diventare la "città penitenziaria", e piazza del Risorgimento, nei pressi della basilica di San Pietro. La linea, oltrepassando il fiume Aniene, avrebbe dovuto costeggiare via Tiburtina e il cimitero del Verano per raggiungere la stazione Termini (dove avrebbe avuto l'interscambio con la linea B) e piazza della Repubblica (interscambio con la linea A). Il percorso sarebbe dovuto andare avanti verso piazza Venezia, per poi attraversare il Tevere a ovest di Castel Sant'Angelo e fare capolinea appunto in piazza del Risorgimento con possibile prolungamento fino a Monte Mario (ulteriore congiungimento con la linea A). Una variante al progetto prevedeva uno snodo della linea C che avrebbe collegato piazza San Pietro con la stazione di Roma Trastevere.[9]

Nel piano regolatore erano tracciate inoltre alcune linee senza denominazione tra cui una tra la basilica di Santa Croce in Gerusalemme, via Assisi e la zona di Torre Spaccata. Di questo tratto sono ancora oggi visibili le gallerie sotto l'oggi dismesso Aeroporto di Roma-Centocelle che nel periodo fascista era sede di gruppi di volo dell'Aeronautica Militare. Da questa linea si sarebbe dovuto diramare un troncone ferroviario che avrebbe connesso Centocelle con Via Prenestina e ancora verso est con Ostiense, ove si trovavano la zona industriale e il mattatoio. Un'altra linea, come già detto, con capolinea in piazza di San Giovanni in Laterano, avrebbe corso parallelamente per un tratto con la linea A per poi proseguire verso sud-est biforcandosi in due tronconi all'altezza del motovelodromo Appio: uno verso l'aeroporto di Ciampino e l'altro con capolinea a Cinecittà.

### La metropolitana dell'E42

Al centro della foto del marzo 1940 la fermata metro Esposizione Ovest, a fronte scavo del futuro laghetto, in avanzato stato di costruzione.

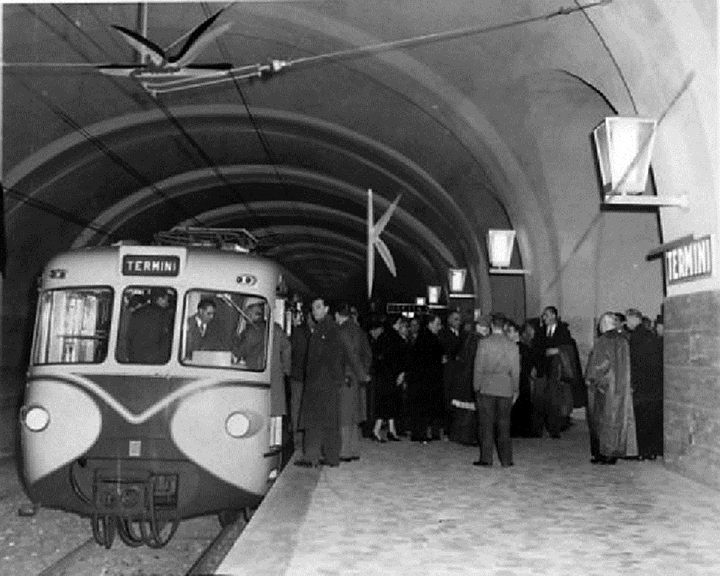
L'inaugurazione della metropolitana nel 1955.

Già negli anni '30 erano iniziati alcuni lavori: sia per una linea tra la stazione Termini e la zona di Torre Spaccata, che però non ebbero seguito, ma soprattutto la realizzazione della Ferrovia dell'E42, la prima linea metropolitana di Roma e d'Italia, concepita per collegare Termini al nuovo quartiere E42, appositamente progettato per accogliere l'Esposizione universale del 1942. La linea avrebbe peraltro condiviso caratteristiche tecniche, oltreché parte del tracciato, con la già esistente ferrovia Roma-Lido.
Con lo scoppio della seconda guerra mondiale, i lavori di realizzazione della linea furono interrotti; al momento dell'interruzione erano già state realizzate alcune gallerie nel tratto tra Termini e Piramide e in quello tra Magliana e lo Scalo merci Esposizione a Ponte Buttero (oggi il capolinea di Laurentina), che furono utilizzate come rifugi antiaerei durante i bombardamenti. In avanzato stato di completamento, nel gennaio 1940, erano anche le due fermate davanti al laghetto, allora in via di scavo (Esposizione Ovest ed Esposizione Est, oggi rispettivamente EUR Palasport ed EUR Fermi).
I lavori ripresero nel 1947, a guerra conclusa, contemporaneamente all'avanzamento dei lavori nell'area dell'ex esposizione, che mutò parzialmente fisionomia, destinazione e nome diventando il Q. XXXII EUR. Il 28 giugno 1953 venne aperta al pubblico la tratta da Piramide a Esposizione Est, chiusa dopo breve tempo per la scarsa affluenza; la linea venne ufficialmente inaugurata a Termini il 9 febbraio 1955 dal Presidente della Repubblica Luigi Einaudi e il servizio regolare iniziò il giorno successivo.

### L'apertura della seconda linea

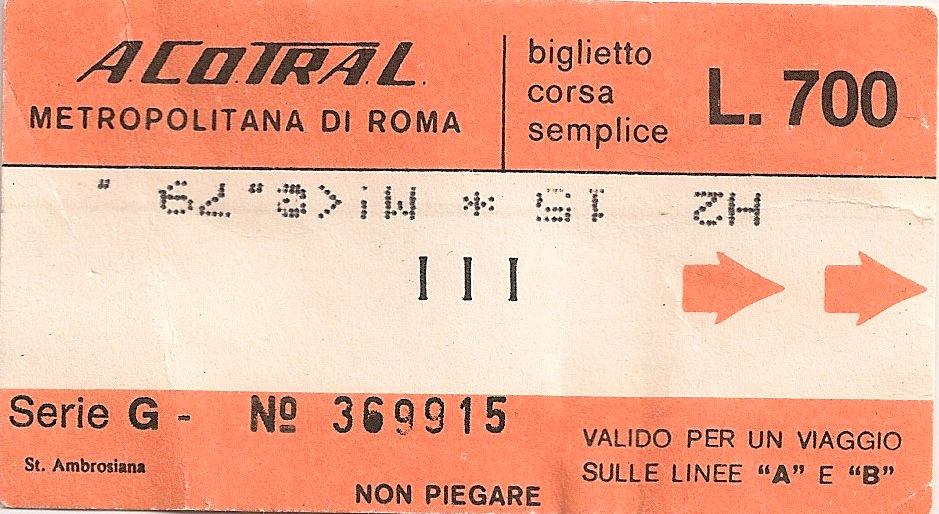
Biglietto della metropolitana di Roma risalente agli anni 1980.

Della costruzione di un'estesa rete metropolitana a Roma, sul modello di altre città come Londra e Parigi, si parlava già da molto tempo, tuttavia numerose cause (burocrazia, dissidi sui tracciati, revisioni ai piani regolatori e le difficoltà nei lavori dovute a continue scoperte archeologiche) ne ritardarono gravemente lo sviluppo. Fu solo nel 1959 che una legge approvò la costruzione di una seconda linea metropolitana, dalla zona di Osteria del Curato fino al quartiere Prati, passando per il centro di Roma e incrociando la linea preesistente a Termini. I lavori iniziarono nel 1964 dal quartiere Tuscolano e furono complicati da una serie di ritardi e imprevisti, dovuti principalmente alla scarsa organizzazione. Innanzitutto fu prevista una tecnica di scavo a cielo aperto, che provocò gravi disagi al traffico della zona sud-est della città. I lavori furono interrotti e ripresero solo 5 anni più tardi col metodo della talpa meccanica che, pur risolvendo parzialmente il problema del traffico, provocò numerosi danni ai fabbricati nei pressi del tracciato a causa delle forti vibrazioni dovute allo scavo.
Un'altra fonte di rallentamenti nell'avanzamento dei lavori furono i frequenti ritrovamenti archeologici, in particolare nella zona di piazza della Repubblica, che richiese la progettazione di una variante. I ruderi messi a nudo sono visibili nella stazione Repubblica protetti da teche di cristallo. Il lavoro della talpa e la continua scoperta di reperti durante gli scavi diedero ispirazione al regista Federico Fellini per il suo film del 1972 Roma.
Il 16 febbraio 1980 venne attivata tra le stazioni di Cinecittà e di Ottaviano la linea A, mentre la linea Termini-Laurentina fu rinominata linea B. L'11 giugno dello stesso anno la linea A venne prolungata al capolinea definitivo di Anagnina. Nel 1982 iniziarono i lavori di ristrutturazione delle stazioni all'epoca esistenti della linea B.

### Dagli anni 1990 ai 2010: i prolungamenti e la terza linea
L'8 dicembre 1990 entrò in servizio il prolungamento della linea B tra Termini e Rebibbia. Contestualmente fu terminato il radicale rinnovamento del tratto preesistente e fu riaperta la stazione Laurentina. Il 26 aprile 1994 venne aperta la stazione Marconi con conseguente ridenominazione della fermata EUR Marconi nell'attuale EUR Palasport. Successivamente, il 13 dicembre 1995 venne attivata la stazione di Ponte Mammolo per la linea B, mentre nel 1999 entrò in servizio il tratto della linea A che va da Ottaviano a Valle Aurelia.
Il 1º gennaio 2000 venne attivato il prolungamento della linea A da Valle Aurelia all'attuale capolinea di Battistini e furono presentati i progetti preliminari per la terza linea della metropolitana: la linea C.
Il 23 giugno 2003 apre la fermata Quintiliani lungo la linea B tra Monti Tiburtini e Tiburtina, che era stata ultimata ben tredici anni prima e da allora non era mai entrata in servizio. Nel 2005 vengono aperti i cantieri per la diramazione B1 della Linea B, inaugurata il 13 giugno 2012 nelle sue prime 3 fermate: Sant'Agnese/Annibaliano, Libia e Conca d'Oro, a cui si aggiunse nel 2015 la fermata Jonio, attuale capolinea della diramazione.
In aprile 2007 iniziano i lavori della linea C tra San Giovanni e Alessandrino, che provocarono la limitazione della ferrovia Roma-Pantano prima alla stazione di Giardinetti e poi alla stazione di Centocelle. Nello stesso anno vennero inoltre presentati i progetti preliminari della linea D, accantonati intorno al 2011.
Nel 2011 grazie a un accordo tra ATAC e i gestori di telefonia mobile italiani, cominciarono i lavori per permettere chiamate, SMS e navigazione internet ai passeggeri della metropolitana romana. I lavori durarono oltre due anni, poiché portati avanti solo di notte per non interferire con il servizio. Nel mese di giugno 2013 la copertura GSM/UMTS raggiunse, dopo aver completato la linea A, anche il tratto Rebibbia-Bologna della linea B; dal 9 gennaio 2014, l'intera tratta Laurentina-Rebibbia risulta coperta da rete GSM e UMTS/HSPA.
Il 15 aprile 2013 sono iniziati i lavori per la tratta San Giovanni-Colosseo della linea C. Nello stesso mese, per contrastare il fenomeno dell'evasione, furono installati, inizialmente nella stazione Termini e successivamente in tutta la rete metropolitana, numerosi pannelli in plexiglas per impedire agli utenti di aprire i varchi di emergenza dall'esterno ed entrare nella metropolitana senza pagare il biglietto; il costo dei lavori è stato di 100000 €, che l'azienda ha coperto con i ricavi della lotta all'evasione.
Il 9 novembre 2014 fu inaugurata la prima tratta della linea C tra Monte Compatri-Pantano e Parco di Centocelle. Successivamente la linea fu prolungata a Lodi il 29 giugno 2015 e a San Giovanni, interscambio con la linea A, il 12 maggio 2018.
Il 22 giugno 2023 sono stati inaugurati i cantieri della stazione Venezia e della tratta Colosseo-Venezia della linea C.

### Cronologia

Cronologia delle varie estensioni della metropolitana di Roma, dal 1955 a oggi.

| Data inaugurazione | Tratta o stazione                            | Linea | Numero di stazioni inaugurate |
| ------------------ | -------------------------------------------- | ----- | ----------------------------- |
| 10 febbraio 1955   | Termini - Laurentina                         |       | 10                            |
| 16 febbraio 1980   | Ottaviano - Cinecittà                        |       | 21                            |
| 11 giugno 1980     | Cinecittà - Anagnina                         | 1     |                               |
| 8 dicembre 1990    | Termini - Rebibbia                           |       | 8                             |
| 8 dicembre 1990    | Garbatella                                   | 1     |                               |
| 26 aprile 1994     | Marconi                                      | 1     |                               |
| 13 dicembre 1995   | Ponte Mammolo                                | 1     |                               |
| 29 maggio 1999     | Ottaviano - Valle Aurelia                    |       | 2                             |
| 1º gennaio 2000    | Valle Aurelia - Battistini                   | 3     |                               |
| 23 giugno 2003     | Quintiliani                                  |       | 1                             |
| 12 giugno 2012     | Bologna - Conca d'Oro                        |       | 3                             |
| 9 novembre 2014    | Monte Compatri-Pantano - Parco di Centocelle |       | 15                            |
| 21 aprile 2015     | Conca d'Oro - Jonio                          |       | 1                             |
| 29 giugno 2015     | Parco di Centocelle - Lodi                   |       | 6                             |
| 12 maggio 2018     | Lodi - San Giovanni                          | 1     |                               |

## Le linee

### Linea A

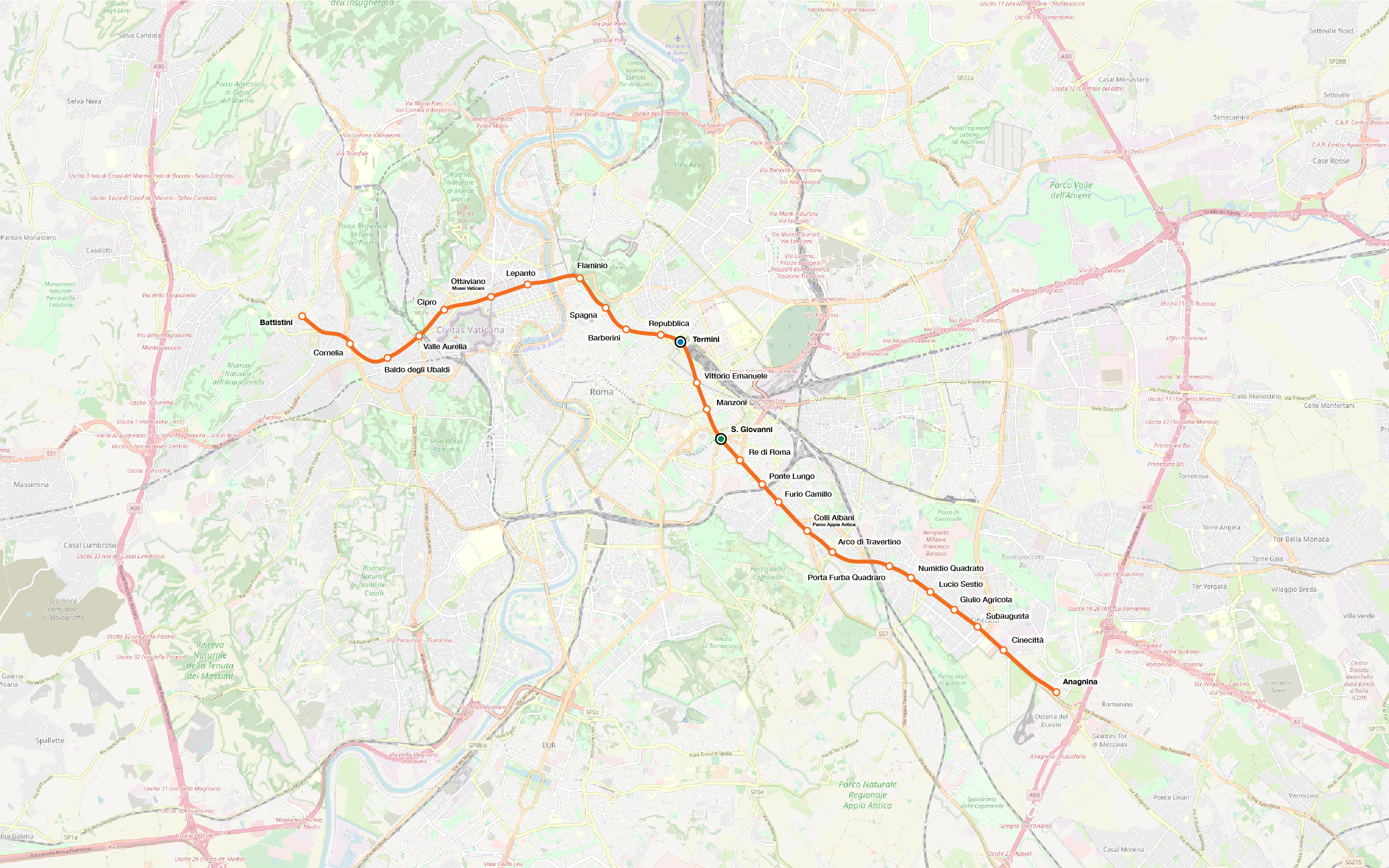
Mappa della linea MA

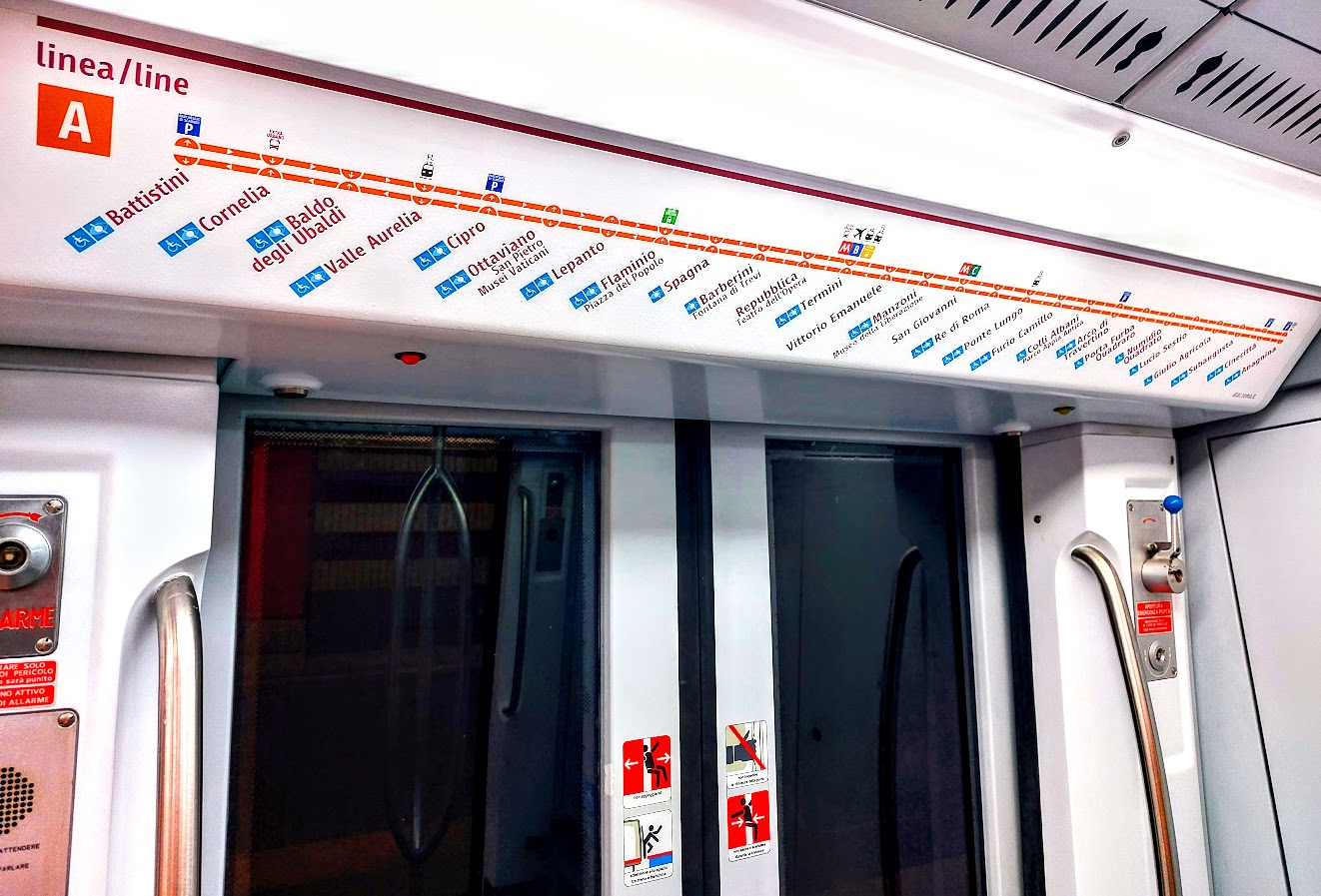
Schema delle fermate della linea A

La linea A, caratterizzata dal colore arancione, è stata la seconda linea a essere costruita nella città. La prima tratta della linea, Ottaviano-Cinecittà, fu inaugurata il 16 febbraio 1980 dall'allora sindaco Luigi Petroselli.
I lavori di costruzione della nuova linea furono lunghi e complessi, principalmente per la tecnica di scavo a cielo aperto, che procurò molti problemi alla viabilità. Proprio per questo i lavori si fermarono per 5 anni, per poi ricominciare utilizzando le talpe meccaniche, soluzione che non creava disagi al traffico ma portava problemi ai fabbricati posti sopra il tracciato della linea.
I lavori si fermarono per altri due anni a causa dell'attraversamento del fiume Tevere. Altri problemi intervennero a causa di un errore nel tracciato nella costruzione del ponte Nenni per l'attraversamento del fiume e per diversi ritrovamenti archeologici nei pressi di piazza della Repubblica.
Pochi mesi dopo l'inaugurazione della prima tratta aprì la stazione di Anagnina, attuale capolinea. Tra il 1999 e il 2000, entrò in servizio il prolungamento della linea verso nord ovest, da Ottaviano a Battistini.
La linea A conta 27 stazioni per una lunghezza di 18,425 km. Incrocia la linea B nella stazione di Termini e la linea C nella stazione di San Giovanni.

### Linea B

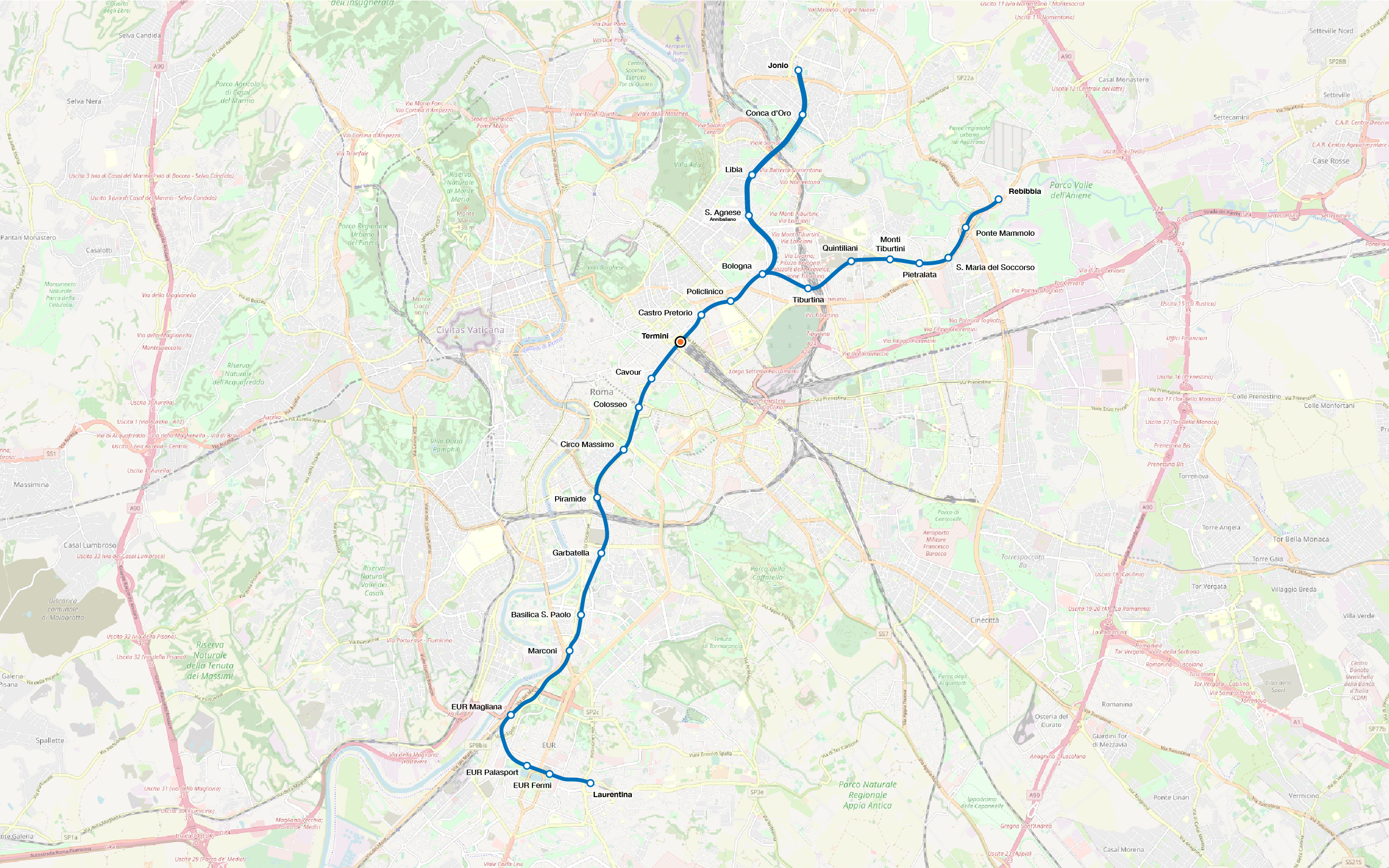
Mappa della linea B

La linea B, caratterizzata dal colore blu, taglia la città da nord-est a sud; i suoi capolinea sono Rebibbia (nei pressi dell'omonimo istituto penitenziario), Jonio (in zona Monte Sacro) e Laurentina (subito a est del quartiere dell'EUR).
Fu la prima metropolitana di Roma, con la prima tratta, Termini-Laurentina, che fu inaugurata il 9 febbraio 1955 dal Presidente della Repubblica Italiana Luigi Einaudi.

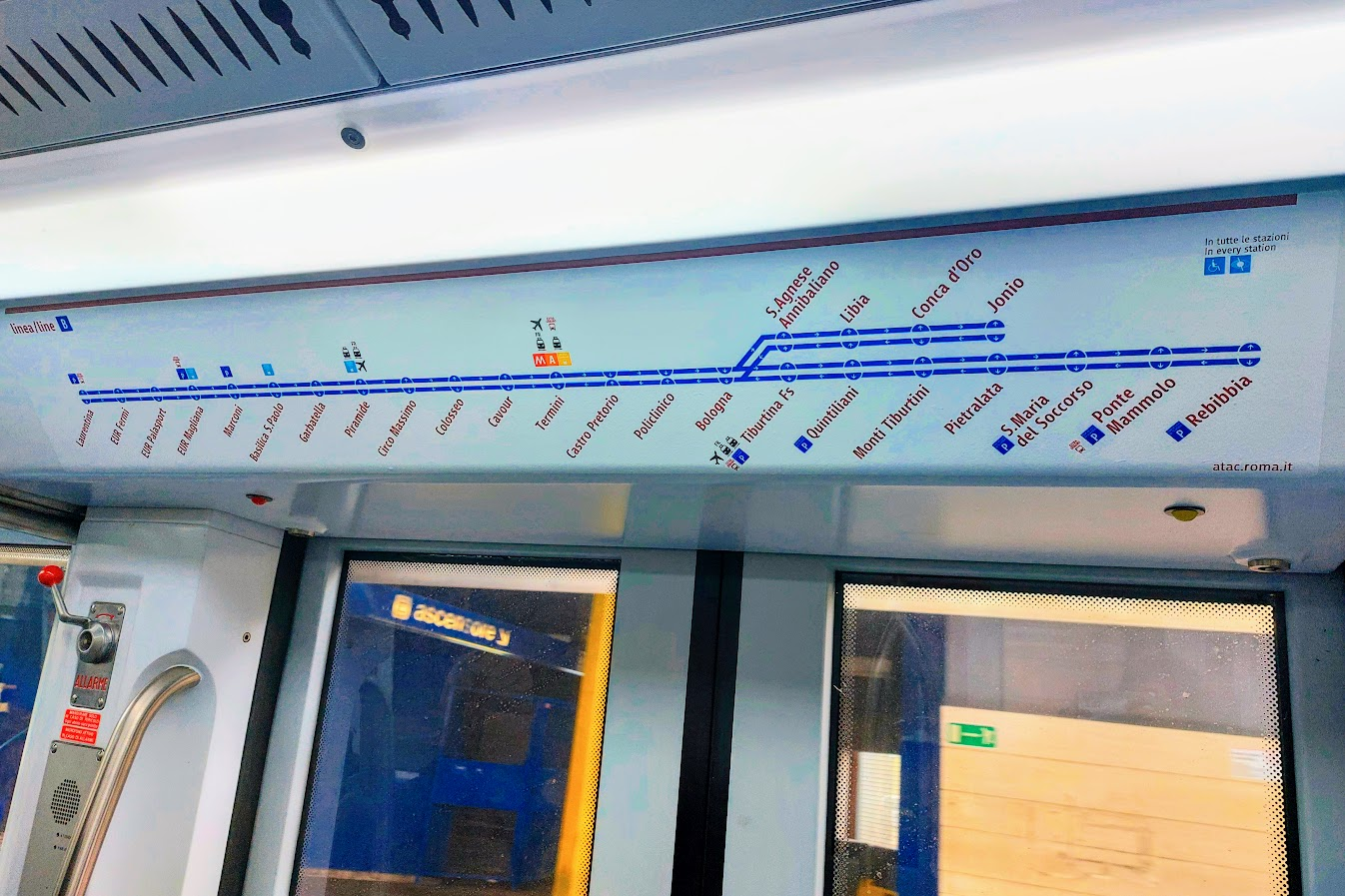
Schema delle fermate della linea B

I lavori, però, erano cominciati già negli anni trenta, durante il ventennio fascista, per realizzare un collegamento rapido della stazione Termini, nel centro della città, con il nuovo quartiere E42 (oggi EUR), dove si sarebbe dovuta tenere l'Esposizione Universale del 1942. L'evento poi venne annullato a causa della guerra e molti tunnel della linea furono utilizzati come rifugi antiaerei. Ripresi nel 1948, i lavori si protrassero fino al 1955, anno in cui fu inaugurata.
Nel 1990, da Termini, la linea fu prolungata fino all'attuale capolinea di Rebibbia, nel versante nord-est della città, e fu aperta una nuova stazione, Marconi, nel tratto preesistente. Con il passare degli anni furono aperte anche altre stazioni, come Ponte Mammolo, oggi importante nodo di scambio col trasporto laziale (Cotral), e Quintiliani, situata in un'area non urbanizzata che avrebbe dovuto accogliere il SDO.
Ulteriori lavori di estensione cominciarono poi alle soglie del 2000; i lavori, realizzati con l'ausilio di nuove tecniche costruttive, le TBM, hanno portato alla realizzazione di una diramazione della linea sul versante nord-orientale. Della cosiddetta linea B1, che va a servire i territori dei municipi II e III, è stata inaugurata una prima tratta, da Bologna fino a Conca d'Oro, il 13 giugno 2012, poi estesa a Jonio il 21 aprile 2015.
La linea B conta 26 stazioni per una lunghezza di 22,9 km. Incrocia la linea A nella stazione di Termini e si dirama presso la stazione di Bologna.

### Linea C

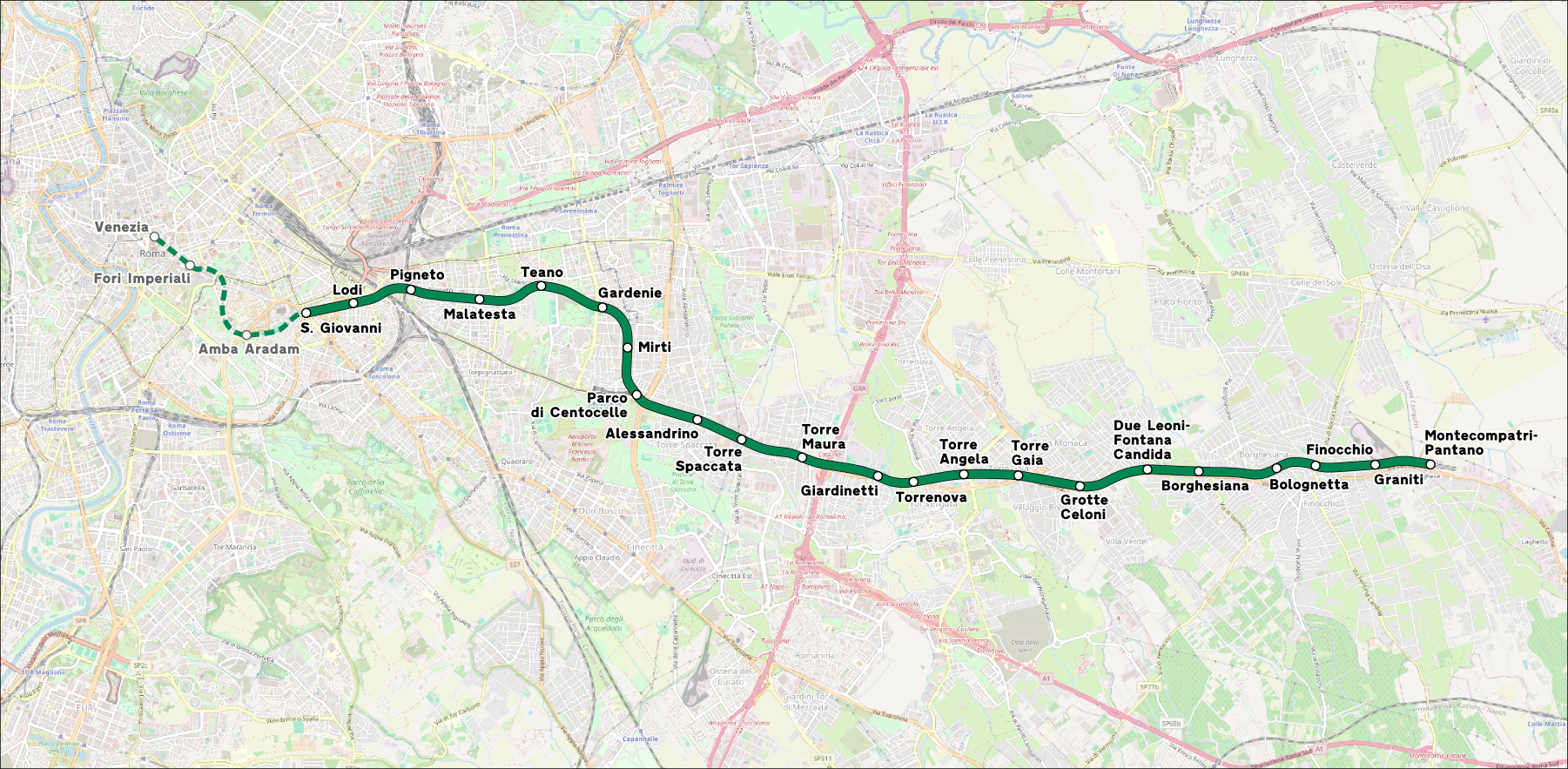
Mappa della linea C

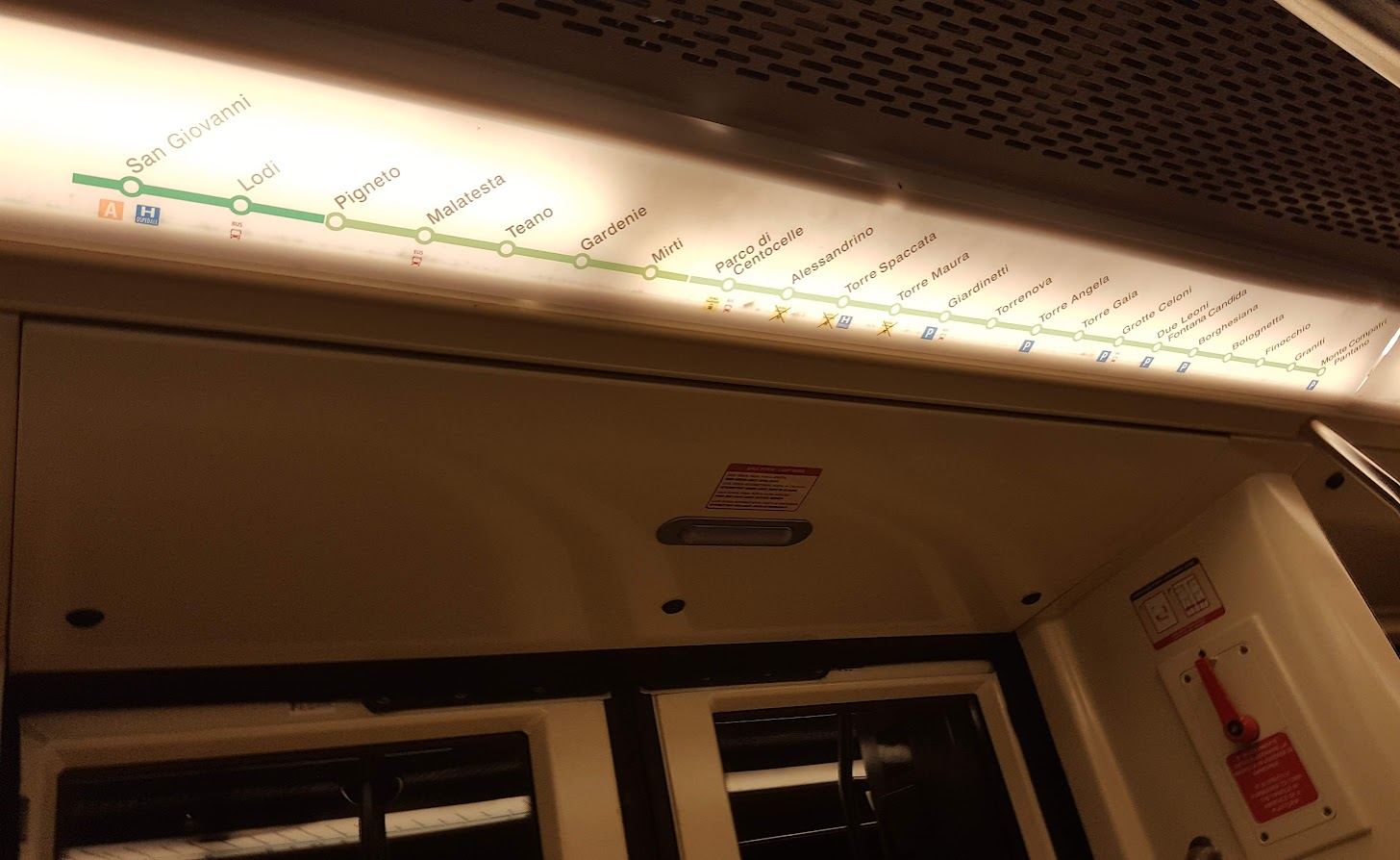
Schema delle fermate della linea C

La linea C, caratterizzata dal colore verde, collega l'estrema periferia est di Roma (con capolinea nel comune di Monte Compatri) col provvisorio capolinea San Giovanni, stazione di interscambio con la Linea A. È lunga 18,7 km per 22 stazioni. I convogli, della serie driverless AnsaldoBreda, non hanno macchinisti a bordo, essendo completamente automatizzati.
La costruzione della linea metropolitana iniziò nel mese di maggio 2006, con l'apertura dei cantieri per i sondaggi archeologici, mentre nell'aprile 2007 fu aperto il primo cantiere nel quartiere Prenestino-Labicano. Il cronoprogramma iniziale prevedeva l'apertura della prima tratta fino alla stazione di San Giovanni nel 2011 e negli anni successivi le altre tratte fino al completamento della linea nel 2015, ma col tempo le aperture delle tratte sono slittate.
Come studiata inizialmente, si sarebbe sviluppata nella sua tratta fondamentale Monte Compatri/Pantano - Clodio/Mazzini per una lunghezza complessiva di 25,5 km con 29 stazioni.
Il 9 novembre 2014 fu inaugurata la prima tratta da Pantano a Parco di Centocelle che conta 12,8 km di lunghezza e 15 stazioni. Il 1º maggio 2015 ebbe inizio il pre-esercizio da parte di ATAC sulla seconda tratta da Mirti a Lodi, lunghezza 5,4 km, la cui apertura avvenne il 29 giugno 2015. Il 12 maggio 2018 è stata aperta la stazione di San Giovanni, che permette alla linea C di interfacciarsi con il resto della rete metropolitana grazie all'interscambio con la linea A; è previsto, in futuro, anche un interscambio con la linea B presso la stazione di Colosseo.

## Archeo-stazioni

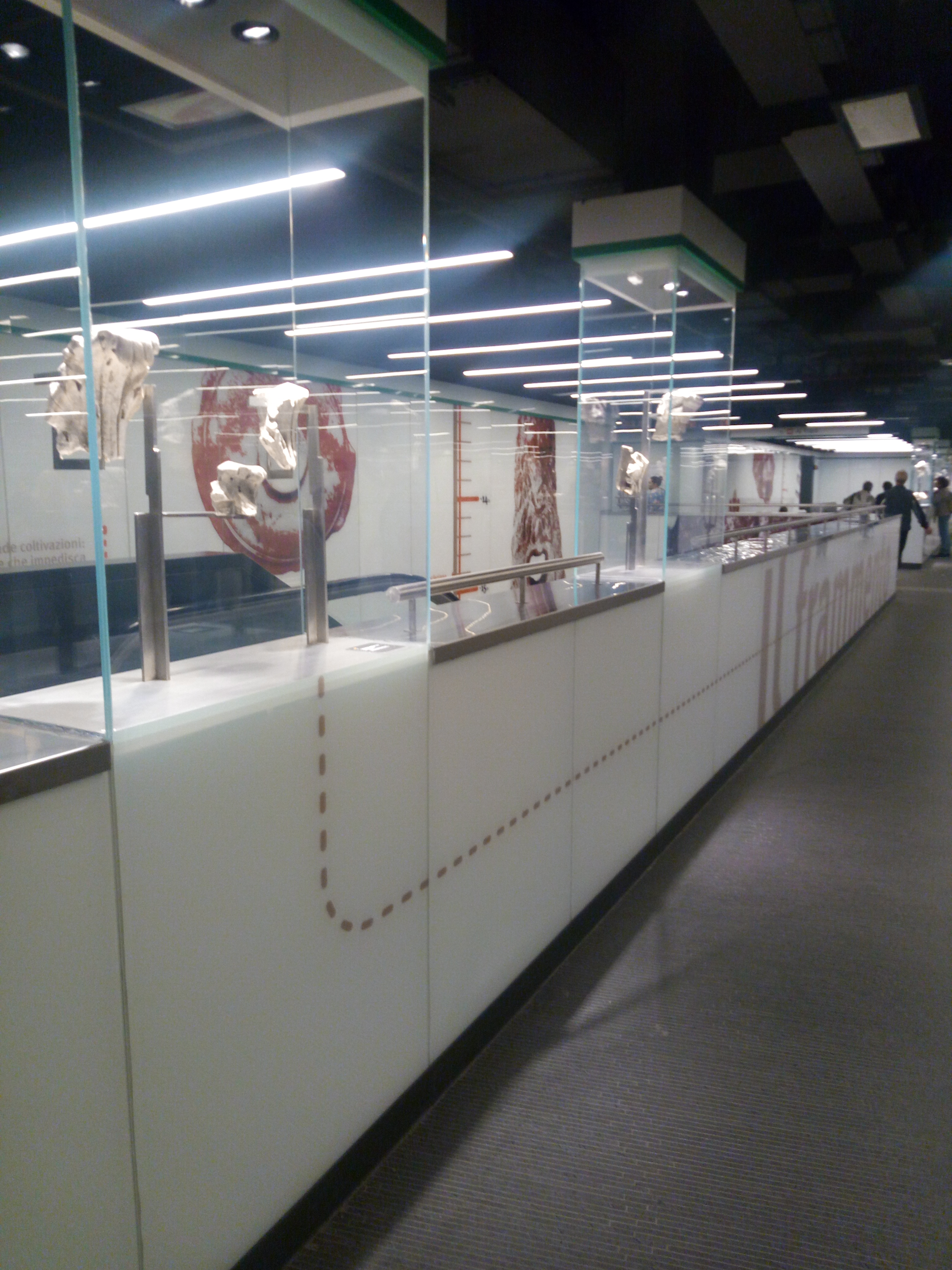
Reperti archeologici esposti all'interno della stazione di San Giovanni

Durante gli scavi per la tratta centrale della linea C, in particolare dalla stazione di San Giovanni, la necessità di scavare in profondità e la ricchezza archeologica che caratterizza il terreno di Roma ha visto nascere un nuovo tipo di stazione che caratterizzerà in futuro la metropolitana di Roma, sul modello di altre grandi capitali, come a Parigi la stazione Louvre-Rivoli.

### San Giovanni

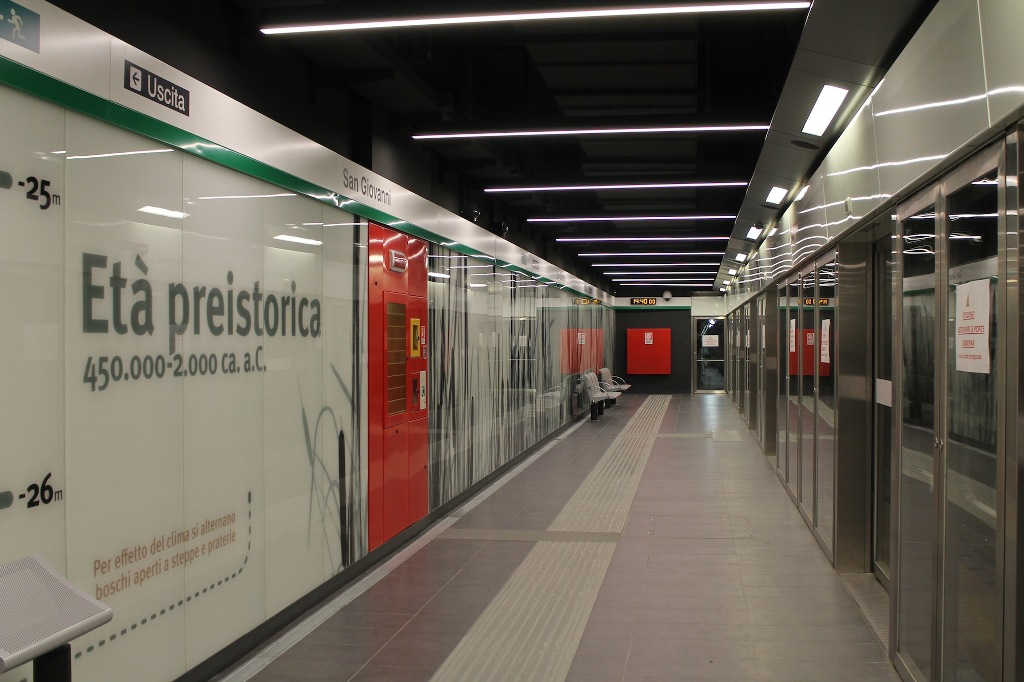
Banchina della stazione con i pannelli esplicativi a muro.

La stazione San Giovanni, inaugurata il 12 maggio 2018, è la prima archeo-stazione della metropolitana di Roma. Gli scavi, arrivati a una profondità di circa 20 metri, hanno permesso di esplorare circa 21 stratificazioni della storia arrivando fino al cosiddetto terreno vergine, cioè quello in cui la presenza dell'uomo è assente.
L'esposizione dei reperti si caratterizza per essere un tour con teche per i reperti lungo il percorso, pannelli esplicativi sui muri e una misurazione temporale delle fasi storiche che segue il percorso dei passeggeri dal piano atrio al piano delle banchine:
- Primo piano: dall'Età Contemporanea alla Tarda Età Imperiale.
- Piano corrispondenza: dall'Età Repubblicana all'Età Protostorica Arcaica.
- Piano banchine: Età Preistorica.

Tra i vari reperti archeologici ritrovati ed esposti figurano elementi piccoli, come gioielli in oro, monete, vasellame e gusci di molluschi; grandi anfore ed elementi di colonne antiche ma anche reperti di grandi dimensioni, come la grande vasca, il più grande bacino idrico mai ritrovato, posta all'interno di un'azienda agricola di età imperiale.

### Porta Metronia
La stazione di Porta Metronia, la seconda archeo-stazione di Roma, è ancora in fase di costruzione. Gli scavi hanno permesso di rinvenire, a 9 m di profondità, una caserma del II secolo d.C. circa, risalente all'età adrianea: 39 ambienti, di cui 25 quadrangolari di dimensioni 4 m × 4 m, si aprono su un corridoio centrale e sono arricchiti di pavimenti mosaicati bianco-nero e pareti affrescate; insieme a questo complesso è stata rinvenuta la casa del comandante, un edificio di circa 300 m² con pavimenti in opus spicatum.

### Venezia
Nel 2008, durante gli scavi archeologici propedeutici alla realizzazione della linea C a piazza Venezia, sono stati rinvenuti i resti di tre aule rettangolari di età imperiale, destinate ad attività culturali e per questo identificate come l'athenaeum voluto dall'imperatore Adriano. La futura stazione di Venezia dovrebbe pertanto rendere fruibili al pubblico tali evidenze archeologiche.

## Materiale rotabile

### Evoluzione del materiale
All'apertura della Termini-Laurentina, nel 1955, furono introdotti in servizio i treni MR 100 e successivamente gli MR 200, utilizzati anche sulla Roma-Lido, che furono affiancati nel 1976 dalle MR 300.
All'apertura dell'esercizio della linea A vennero impiegati i convogli MA 100 costruiti dalla Breda Costruzioni Ferroviarie (serie MA 001-MA 152). Inizialmente tali convogli erano costituiti da 4 casse ma in seguito all'aumento del numero dei passeggeri da trasportare, nella composizione del treno è stata introdotta una carrozza rimorchiata (siglata RA xx). Per far fronte all'ulteriore aumento della richiesta di trasporto è stata inserita nei convogli una seconda carrozza rimorchiata, portando a 6 il numero totale di casse per ogni convoglio.

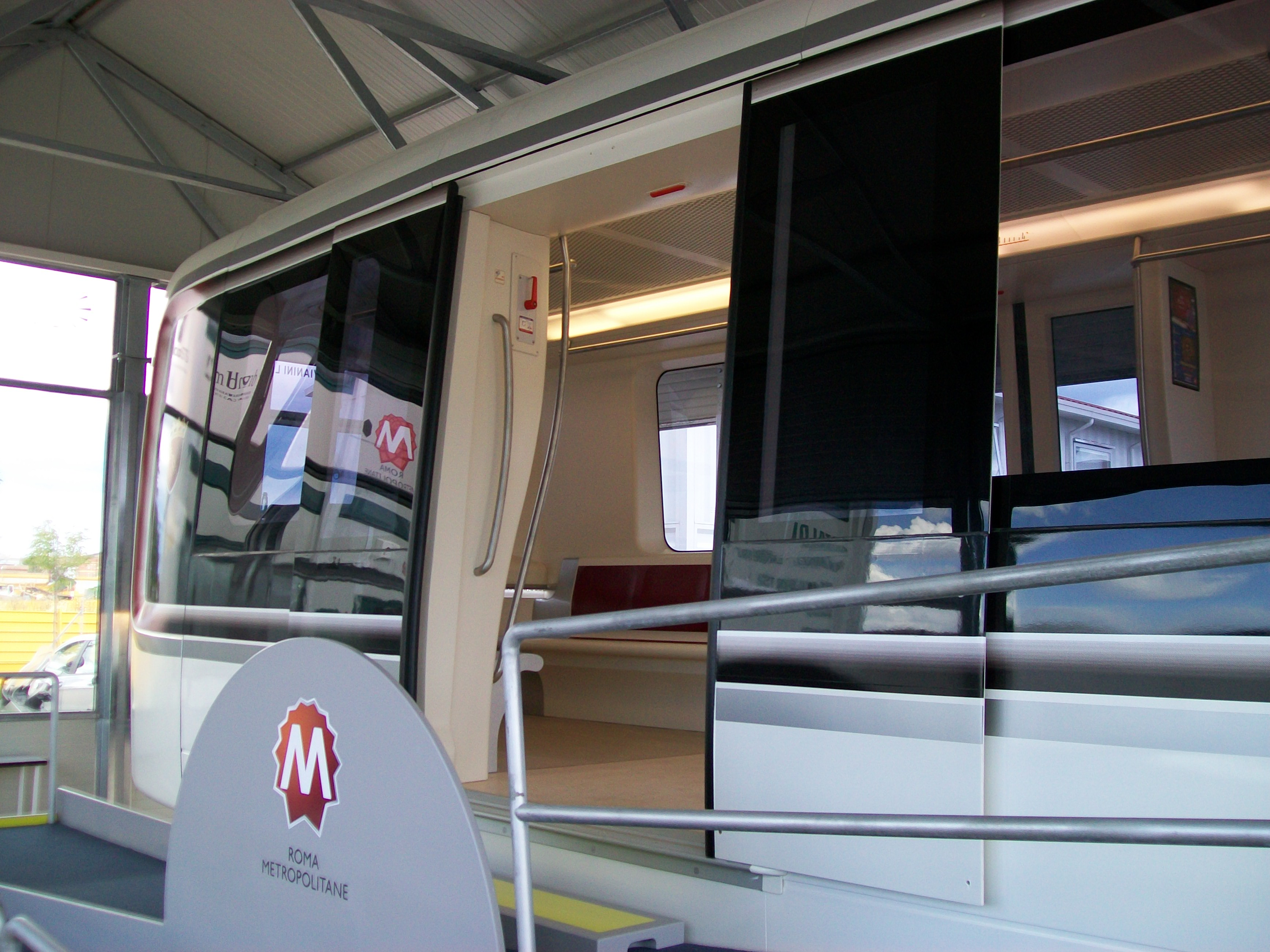
Particolare dei treni utilizzati sulla Linea C

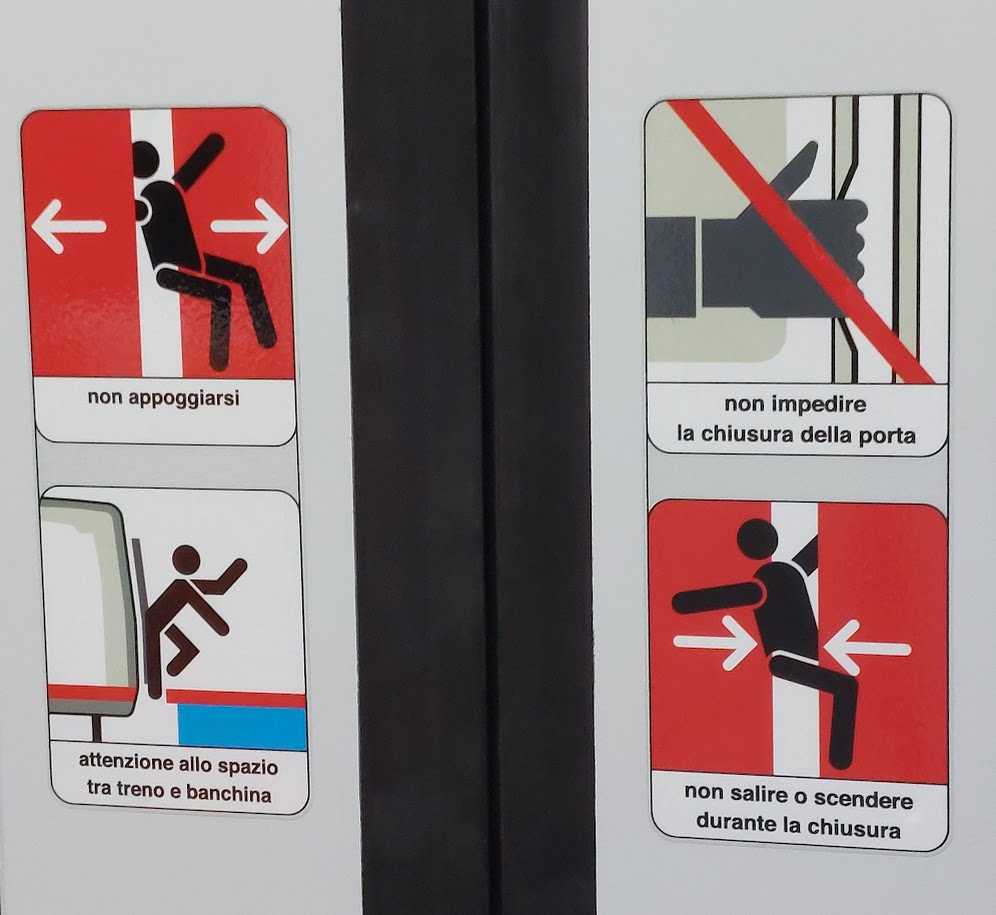
Adesivi di attenzione per i passeggeri presenti nei treni MA300 ATAC

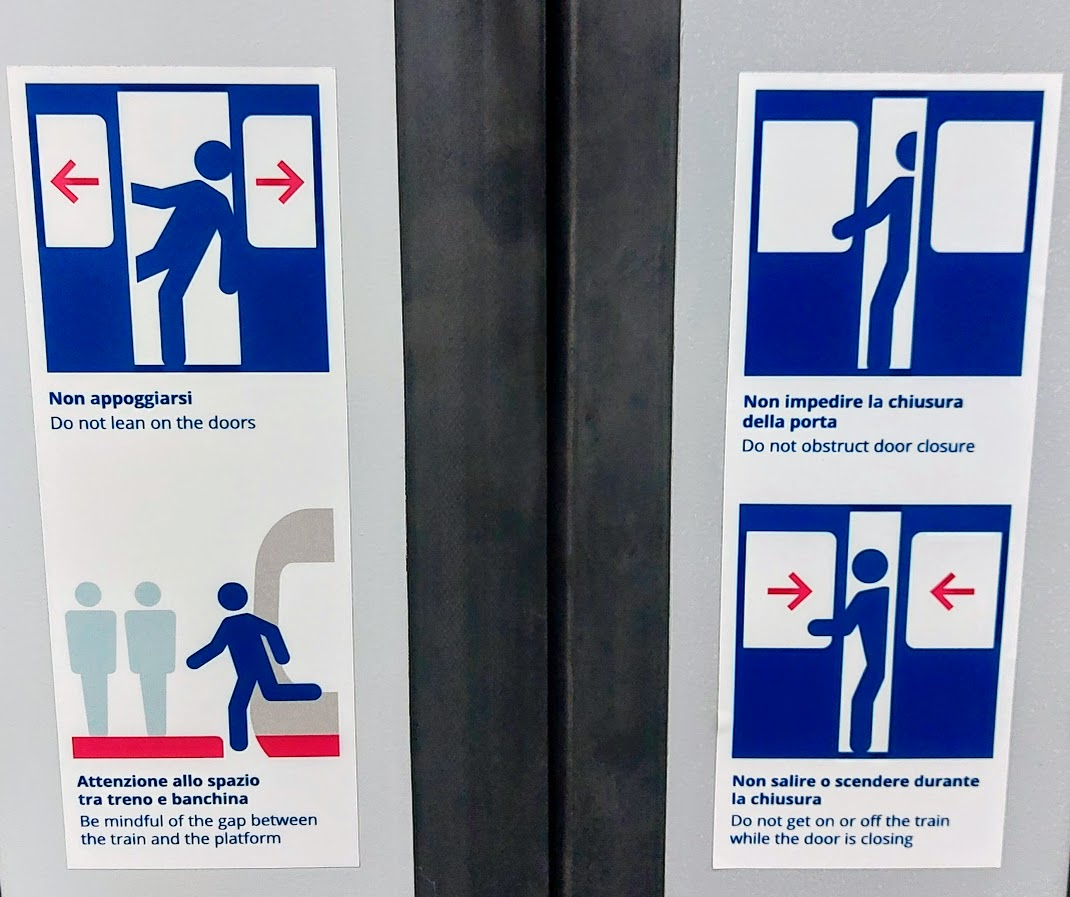
Adesivi di attenzione per i passeggeri presenti nei treni MA300 Cotral

Nel 1990, quando venne aperto il prolungamento fino a Rebibbia sulla linea B, i convogli utilizzati vennero sostituiti dagli MB 100/300, che sono attualmente in uso. I treni MR 100 e MR 200 continuarono il loro servizio sulla Roma-Lido mentre sulla linea A, a fianco dei convogli MA 100, entrarono in servizio i convogli MA 200, realizzati sempre dalla Breda Costruzioni Ferroviarie. Tali convogli erano composti da 2 unità di trazione, ognuna composta da 3 casse: rimorchiata al centro e motrici alle estremità.
Dal gennaio 2005 hanno iniziato a circolare sulla linea A i treni S/300, dotati di impianto di aria condizionata, costruiti dall'azienda spagnola CAF e denominati MA 300. Sia gli MA 100 che gli MA 200 sono stati trasferiti, dopo una fase di riqualificazione, sulla linea Roma-Lido, nonostante questi ultimi avessero prestato servizio per breve tempo sulla linea B. Dal 2010 si è deciso di immettere sulla linea B 8 nuovi treni MA 300 e di restaurare i vecchi convogli MB 100 con pellicole anti-graffiti e pulizie straordinarie.
Il 5 aprile 2014 è iniziata la consegna ad ATAC di 18 nuovi convogli S/300 (siglati MB 4xx.x) destinati a sostituire gli ultimi MB in servizio.
Per quanto riguarda la Linea C, i convogli adottano la metropolitana driverless AnsaldoBreda, già utilizzata in altre reti (metropolitana di Copenaghen, metropolitana di Brescia e linee M4 e M5 della metropolitana di Milano). Rispetto alle suddette applicazioni, che costituiscono esempi di metropolitana leggera, la linea C di Roma utilizza per la prima volta tale tecnologia in un sistema di metropolitana pesante. Tali treni, quindi, sono i primi rotabili della rete metropolitana di Roma a non necessitare di un conducente (per quanto sia presente, comunque, un piccolo banco di manovra per i movimenti in deposito e per le emergenze). I convogli sono dotati di sei casse, con 204 posti a sedere.

### Depositi e officine
Tutte le linee esistenti dispongono di un deposito per la manutenzione e il rimessaggio dei treni.
Il deposito della linea A, chiamato Osteria del Curato, in quanto collocato nell'omonima frazione del comune di Roma, nacque negli anni sessanta su una superficie di 67000 m², per il ricovero e la manutenzione dei rotabili destinati alla Linea A della Metropolitana di Roma. La superficie coperta corrispondeva a quasi 9 200 m², mentre il fascio di binari di ricovero aveva un'estensione di 4000 m. Con l'aumentare dei passeggeri della linea, che passarono da 150 000 passeggeri al giorno agli attuali 450 000, si richiese non solo l'ammodernamento dei treni utilizzati sulla linea, ma anche la riqualificazione del deposito stesso. Partirono così i lavori di ampliamento, terminati nel 2004, che portarono l'estensione a 78 000 m², di cui 15 000 coperti, mentre il fascio binari passò a 8 400 m.
Il deposito della Linea B, chiamato Officine Magliana, situato nell'omonima zona, nacque negli anni quaranta come deposito per il ricovero e la manutenzione dei rotabili della Roma-Lido; con la costruzione della Linea B, divenne il deposito comune a entrambe le linee. L'impianto è costituito da due blocchi: l'impianto “storico”, realizzato negli anni del secondo dopoguerra e che si estende su 100 000 m² e l'impianto più recente, inaugurato negli anni ottanta, esteso su 200 000 m². Questo deposito è stato molto criticato soprattutto riguardo alla sicurezza del sito, definita da molti come carente; relativo anche agli atti vandalici che il deposito subiva da writers e da ladri di rame. Con l'ampliamento della linea da Bologna a Conca d'Oro (e col progetto di prolungamento della linea fino a Bufalotta) si pensava alla costruzione di un deposito situato tra via Antamoro, via Zavattini e via della Bufalotta, ma il progetto è stato fortemente criticato soprattutto dagli abitanti della zona. Si decise quindi di costruire un nuovo deposito in concomitanza della costruzione del prolungamento della Linea B verso Casal Monastero, attestando il deposito nelle prossimità del nuovo capolinea.
Per quanto riguarda la Linea C il deposito si chiama Deposito di Graniti, situato nella borgata Finocchio sulla via Casilina, e accoglie l'intero parco rotabile della terza linea romana. Il deposito ha un'estensione di 217 000 m². Inoltre qui è collocata anche la Dirigenza Centrale Operativa da cui sono guidati e controllati a distanza i treni.

## Progetti futuri
Il Piano Urbano della Mobilità Sostenibile (PUMS) approvato dall'Assemblea Capitolina nel 2019 prevede diverse serie di interventi da realizzare ai fini del futuro sviluppo della rete, distinguendoli in tre scenari (di riferimento, di piano, tendenziale) sulla base dell'orizzonte temporale della fattibilità. A fine 2022 è stato approvato il PUMS della Città metropolitana di Roma Capitale, le cui decisioni confermano sostanzialmente quelle prese dal PUMS capitolino (all'interno però di un singolo scenario di piano, senza distinguere i progetti nei tre scenari di riferimento, di piano, tendenziale).
Questa sezione delinea gli interventi futuri previsti nei due piani (di seguito, per brevità, indicati come "PUMS 2019" e "PUMS 2022"); ove i due piani divergano, le informazioni qui riportate sono quelle nel PUMS 2019 (in quanto quest'ultimo fornisce la chilometrica dei singoli interventi).
| Linea                                            | Tratta o stazione                                | Inizio lavori                | Inaugurazione (prevista) | Lunghezza (km) | Stazioni                                                            | Stato                                                               | Stato                              |
| Linea                                            | Tratta o stazione                                | Inizio lavori                | Inaugurazione (prevista) | Lunghezza (km) | Stazioni                                                            | PUMS 2019                                                           | PUMS 2022                          |
| ------------------------------------------------ | ------------------------------------------------ | ---------------------------- | ------------------------ | -------------- | ------------------------------------------------------------------- | ------------------------------------------------------------------- | ---------------------------------- |
|                                                  | Battistini ↔ Monte Mario FS                      | —                            | —                        | 5,2            | 4                                                                   | Previsto (su tracciati differenti)                                  | Previsto (su tracciati differenti) |
| Diramazione A1: Bembo ↔ Acquafredda              | —                                                | —                            | 4,8                      | 3              | Previsto                                                            | Previsto                                                            |                                    |
|                                                  | Rebibbia ↔ Setteville-C.A.R.(Comune di Guidonia) | —                            | —                        | 9,0            | 6                                                                   | Previsto                                                            | Previsto                           |
| Jonio ↔ GRA/Svincolo A1                          | —                                                | —                            | 5,1                      | 5              | Previsto                                                            | Previsto                                                            |                                    |
| Laurentina ↔ Castel di Leva                      | —                                                | —                            | ?                        | 5              | Assente                                                             | Previsto                                                            |                                    |
|                                                  | Porta Metronia ↔ Venezia (stazione esclusa)      | 21 marzo 2013                | Fine 2025                | 2,8            | 2                                                                   | In costruzione                                                      | In costruzione                     |
| Stazione Venezia                                 | 22 giugno 2023                                   | 1º trimestre 2033            | 0,1                      | 1              |                                                                     | In costruzione                                                      | In costruzione                     |
| Venezia (stazione esclusa) ↔ Clodio/Mazzini      | 1º trimestre 2026 (previsto)                     | 4º trimestre 2035            | 3,9                      | 4              | Tratte commissariate e finanziate (indagini archeologiche in corso) | Tratte commissariate e finanziate (indagini archeologiche in corso) |                                    |
| Clodio/Mazzini ↔ Farnesina                       | 1º trimestre 2026 (previsto)                     | 4º trimestre 2035            | 2,5                      | 2              | Tratte commissariate e finanziate (indagini archeologiche in corso) | Tratte commissariate e finanziate (indagini archeologiche in corso) |                                    |
| Farnesina ↔ Tor di Quinto                        | —                                                | —                            | 3,1                      | 2              | Previsto                                                            | Previsto                                                            |                                    |
| Diramazione C1: Farnesina ↔ Grottarossa          | —                                                | —                            | 7,5                      | 5              | Previsto                                                            | Previsto                                                            |                                    |
| Diramazione C2: Teano ↔ Ponte Mammolo            | —                                                | —                            | 4,9                      | 5 o 6          | Previsto (su tracciati differenti)                                  | Previsto (su tracciati differenti)                                  |                                    |
| Diramazione T6B: Torrenova ↔ Carli CNR           | —                                                | —                            | ?                        | 3              | Assente                                                             | Previsto                                                            |                                    |
|                                                  | Nomentana GRA ↔ Roma 70                          | 1° trimestre 2027 (previsto) | —                        | 30,0           | 30                                                                  | Previsto                                                            | Previsto                           |
| Diramazione D1: Trastevere FS ↔ Corviale         | —                                                | —                            | 5,1                      | 6              | Previsto                                                            | Assente                                                             |                                    |
|                                                  | Porta San Paolo ↔ Colombo                        | —                            | —                        | 23,7           | 16                                                                  | Previsto                                                            | Previsto                           |
| Diramazione E1: Acilia Sud ↔ Fiumicino Aeroporto | —                                                | —                            | 9,3                      | 3 o 5          | Previsto                                                            | Previsto                                                            |                                    |
|                                                  | Flaminio ↔ Sacrofano                             | —                            | —                        | 12,5           | 16 o 17                                                             | Previsto                                                            | Previsto                           |

### Linea A
È stata a lungo sottoposta a studio l'ipotesi di un prolungamento a nord-ovest oltre il capolinea di Battistini, verso Monte Mario; la tratta, lunga 5,2 km, prevedrebbe 4 stazioni. Dall'eventuale stazione di Bembo, inoltre, potrebbe anche dipartirsi una diramazione (indicata come "A1") lunga 4,8 km e con 3 stazioni.

### Linea B
Sia il PUMS 2019 sia il PUMS 2022 hanno confermato la proposta di attuare il prolungamento sia della linea principale (9,0 km con 6 stazioni) sia della diramazione B1 (5,1 km con 5 stazioni).

### Linea C
Il 15 aprile 2013 si aprirono i cantieri per la tratta T3, San Giovanni - Colosseo, per la quale si stanno utilizzando le normali frese da 6,70 m impiegate finora, anziché quelle maggiorate da 10,10 m originariamente previste dalla tecnica di scavo detta "modello Roma", ovvero la tecnica che prevede la realizzazione di gallerie a sezione maggiorata per tutta la lunghezza del percorso, abbastanza larghe da alloggiare anche le banchine di stazione. In questo modo è possibile semplificare molto la costruzione delle stazioni e delle loro discenderie, poiché virtualmente ogni tratto della galleria, scavato dalla talpa sotto gli strati archeologici del sottosuolo, potrebbe essere attrezzato con banchine e riconfigurato come stazione. Questa flessibilità consente di variare facilmente la posizione delle discenderie e delle uscite di stazione che, dovendo essere scavate "a cielo aperto" dal livello stradale e quindi attraversare lo strato archeologico, potrebbero dover essere riposizionate in seguito a rinvenimenti di particolare importanza.
Inoltre, nel 2013 furono stanziati ingenti finanziamenti per includere nella tratta T3 anche la stazione Venezia: 293 milioni di euro dalla Regione Lazio e 155 milioni di euro dal Governo. La progettazione della sotto-tratta Colosseo - Venezia ha avuto inizio a gennaio 2020; un anno dopo, al fine di ottenere il relativo finanziamento, Roma Capitale ha sottoposto al Ministero delle infrastrutture e dei trasporti il progetto definitivo della stazione Venezia, che è stato approvato ad agosto 2021.
Sviluppi futuri, ancora allo stato di progetto, prevedono la costruzione della tratta T2 Venezia-Clodio/Mazzini, lunga 4 km e con 4 stazioni. Una ulteriore opportunità di prolungamento è poi offerta dalla tratta T1 Clodio/Mazzini-Farnesina, lunga 2,5 km e con 2 stazioni.
Nel marzo 2022, il governo Draghi ha stanziato 1,6 miliardi € per la linea C: 610 milioni per la stazione Venezia e 990 milioni per il lotto costruttivo della tratta T2.
Nella legge di bilancio per il 2023 varata dal governo Meloni vengono stanziati ulteriori 2,2 miliardi di euro (ripartiti annualmente fino al 2032) per completare i finanziamenti della tratta T2 e consentire di avviare contestualmente anche i lavori di costruzione della tratta T1 fino a Farnesina.

### Linea D
Secondo il progetto elaborato nel 2007, la linea D caratterizzata dal colore giallo, avrebbe collegato il centro storico della città ai quartieri settentrionali di Salario, Monte Sacro e Monte Sacro Alto e a quelli meridionali di Ostiense, Portuense ed EUR lungo un tracciato di 20,4 km che prevedeva 22 stazioni. Partendo dal capolinea meridionale di piazzale dell'Agricoltura (EUR), a EUR Magliana si sarebbe avuta l'intersezione con la linea B e la ferrovia Roma-Lido e, dopo aver attraversato due volte il Tevere per servire l'università di Roma Tre, si sarebbe interconnessa alla stazione di Trastevere con le linee ferroviarie FL1, FL3 e FL5. Attraversato l'intero rione Trastevere e superato il Tevere all'altezza dell'isola Tiberina, la linea prevedeva tre fermate nel centro storico: piazza Venezia, dove avrebbe intersecato la linea C, un'altra a piazza di San Silvestro e la terza piazza di Spagna, dove avrebbe intersecato la linea A. Il percorso sarebbe poi proseguito in direzione nord-est sino a piazzale Jonio, intersezione con la linea B1, e al capolinea di via Ugo Ojetti (Monte Sacro Alto).
La linea si sarebbe dovuta realizzare con il project financing e i lavori sarebbero dovuti partire nel 2011, ma nel 2010 alcuni rilievi dell'Autorità per la vigilanza sui contratti pubblici bloccarono l'iter e nel 2012 la gara venne definitivamente revocata.
Dopo diversi tentativi l'iter progettuale è ripartito nel 2024, con lo stanziamento di 3 milioni di euro da parte del Comune di Roma a favore di Roma Metropolitane per le attività di progettazione e revisione del progetto del 2007.
Il 20 gennaio 2025 il Comune di Roma ha aggiornato il progetto modificando parzialmente il tracciato della linea.

### Linea E
Nel 2018 il comune di Roma ripresentò l'ipotesi di trasformazione della ferrovia Roma-Lido nella Linea E della metropolitana, contraddistinta dal colore celeste, come previsto dal Piano Regolatore Generale. Il progetto è in attesa di uno studio di fattibilità.
Nel 2022 il servizio ferroviario ha assunto la denominazione di Metromare.

### Linea F
Nel 2014 ebbero inizio i lavori di costruzione della nuova stazione Flaminio della ferrovia Roma-Civita Castellana-Viterbo, che prevede banchine sufficientemente alte da garantire l'accesso a raso ai treni. Questo renderebbe la linea, limitatamente alla tratta urbana Flaminio-Montebello, compatibile allo standard metropolitano: pertanto il Comune di Roma ha previsto nel PUMS la definitiva trasformazione della tratta urbana in Linea F, contraddistinta dal colore viola.
I lavori di costruzione della nuova stazione di Flaminio, destinata esclusivamente ai treni urbani e dotata di un corridoio di scambio con la linea A, sono attualmente fermi. Nel frattempo, è previsto per il 2025 il rialzo della banchina della stazione esistente, in modo da garantire un accesso a raso a tutte le stazioni del servizio urbano.

### Metrotranvie
È stato previsto che la rete metropolitana venga integrata da una serie di metrotranvie, la cui denominazione seguirà la progressione alfabetica della prima.
| Linea       | Tratta                                           | Inizio lavori   | Inaugurazione (prevista) | Lunghezza (km) | Stazioni | Stato                            | Stato                            |
| Linea       | Tratta                                           | Inizio lavori   | Inaugurazione (prevista) | Lunghezza (km) | Stazioni | PUMS 2019                        | PUMS 2022                        |
| ----------- | ------------------------------------------------ | --------------- | ------------------------ | -------------- | -------- | -------------------------------- | -------------------------------- |
|             | Termini ↔ Tor Vergata                            | 2026 (previsto) | —                        | 12,8           | 26 o 33  | Opera commissariata e finanziata | Opera commissariata e finanziata |
| Metrotram H | Anagnina ↔ Torre Angela                          | —               | —                        | 9,2            | 11 o 23  | Previsto                         | Previsto                         |
| Metrotram L | Ostia centro ↔ Terminal crociere / Fiera di Roma | —               | —                        | ?              | 23       | Assente                          | Previsto                         |
| Metrotram M | Trastevere FS ↔ Corviale / Cornelia              | —               | —                        | ?              | 21       | Assente                          | Previsto                         |

Linea G
Nel PUMS 2019 è stata prevista la trasformazione della ferrovia Roma-Giardinetti in una metrotranvia, denominata linea G rispetto alla metropolitana e linea 11 rispetto alla rete tranviaria, estendendola contestualmente da Giardinetti al campus dell'Università degli Studi di Roma Tor Vergata. La linea figura anche, estesa, nel PUMS 2022.
Nel 2021 la realizzazione dell'intervento fu affidata a un apposito commissario straordinario (dapprima Maurizio Gentile, poi Maria Lucia Conti, appena divenuta commissario della linea C). Secondo la rendicontazione semestrale del commissario straordinario pubblicata il 30 novembre 2022, i lavori dovrebbero avviarsi nel 2026.
Linea H
Nel PUMS 2019 è stata prevista la realizzazione di una metrotranvia, denominata linea H rispetto alla metropolitana e linea 12 rispetto alla rete tranviaria, per collegare Anagnina, capolinea della linea A, a Torre Angela sulla linea C. La linea figura anche, estesa, nel PUMS 2022.